# Wielowieś (województwo lubuskie)
Wielowieś – wieś w Polsce położona w województwie lubuskim, w powiecie sulęcińskim, w gminie Sulęcin. W latach 1945–1953 miejscowość była siedzibą gminy Wielowieś. 
Wieś duchowna Langfuld, własność komandorii joannitów w Łagowie pod koniec XVI wieku leżała w powiecie poznańskim województwa poznańskiego. W latach 1975–1998 miejscowość należała administracyjnie do województwa gorzowskiego.

## Zabytki
- Kościół neoromański z XIX wieku.